# Абд Шамс ибн Абд Манаф
‘Абд Шамс (араб. عبد شمس بن عبد مناف‎) — сын Абд Манафа ибн Кусайя, предок курайшитов, отец Умаййи, от которого произошла династия Омейядов. Он был назван в честь Шамса, который, по-видимому, был одним из божеств, которому поклонялись курайшиты. Его брат Хашим был основателем рода Хашимидов и прадедом пророка Мухаммада.

## Биография
Сообщается, что ‘Абд Шамс и Хашим были близнецами, чьи лбы были соединены с рождения. Для того, чтобы их разделить необходимо было использовать меч. Считалось, что это было признаком того, что два брата и их потомки будут решат свои ссоры с помощью меча. Его отец занимался караванной торговлей и редко оставался в Мекке. Говорят, что он имел большое количество детей. Перед смертью Абд Манаф завещал передать руководство караванами (кийада) ‘Абд Шамсу. При жизни Хашима ‘Абд Шамсу трудно было возглавить род Абд Манафа, но после смерти брата он вознамерился сделать это. Став главой клана, ‘Абд Шамс решил забрать себе часть функций во время паломничества, которые принадлежали его двоюродным братьям из клана Абд ад-Дар. Таким образом, курайшиты разделились на тех, кто присоединилась к бану Абад-Манаф во главе с Абдом Шамсом, с одной стороны и  бану Абд ад-Дар с другой.
После смерти его брата аль-Мутталиба ‘Абд Шамс взял на себя ответственность за иляф или сезонную торговлю, которые установили курайшиты. Абд-Шамс отправился в Абиссинию, чтобы продвигать и расширять торговые отношения для курайшитов, и сразу же получил разрешение негуса участвовать в торговле. С этого момента были установлены торговые отношения между курайшитами и абиссинцами. Вскоре после его возвращения из этой поездки он умер в Мекке и был похоронен в Аджйаде, расположенном к западу от холмистой области Сафа. Сообщается, что ‘Абд Шамс заказал вырыть колодцы, среди которых: Тува, Хумм, Аджуль и Зумм.
Самым известным из детей Абад Шамса был Умайя ибн ‘Абд Шамс — прародитель Омейядов. В генеалогических трудах среди его детей называют такие имена как Хабиб, Абд аль-Узза, Суфьян, Рабиа, Умайя аль-Асгар, Абд Умайя и Навфаль.